# Villa Medici von Camugliano

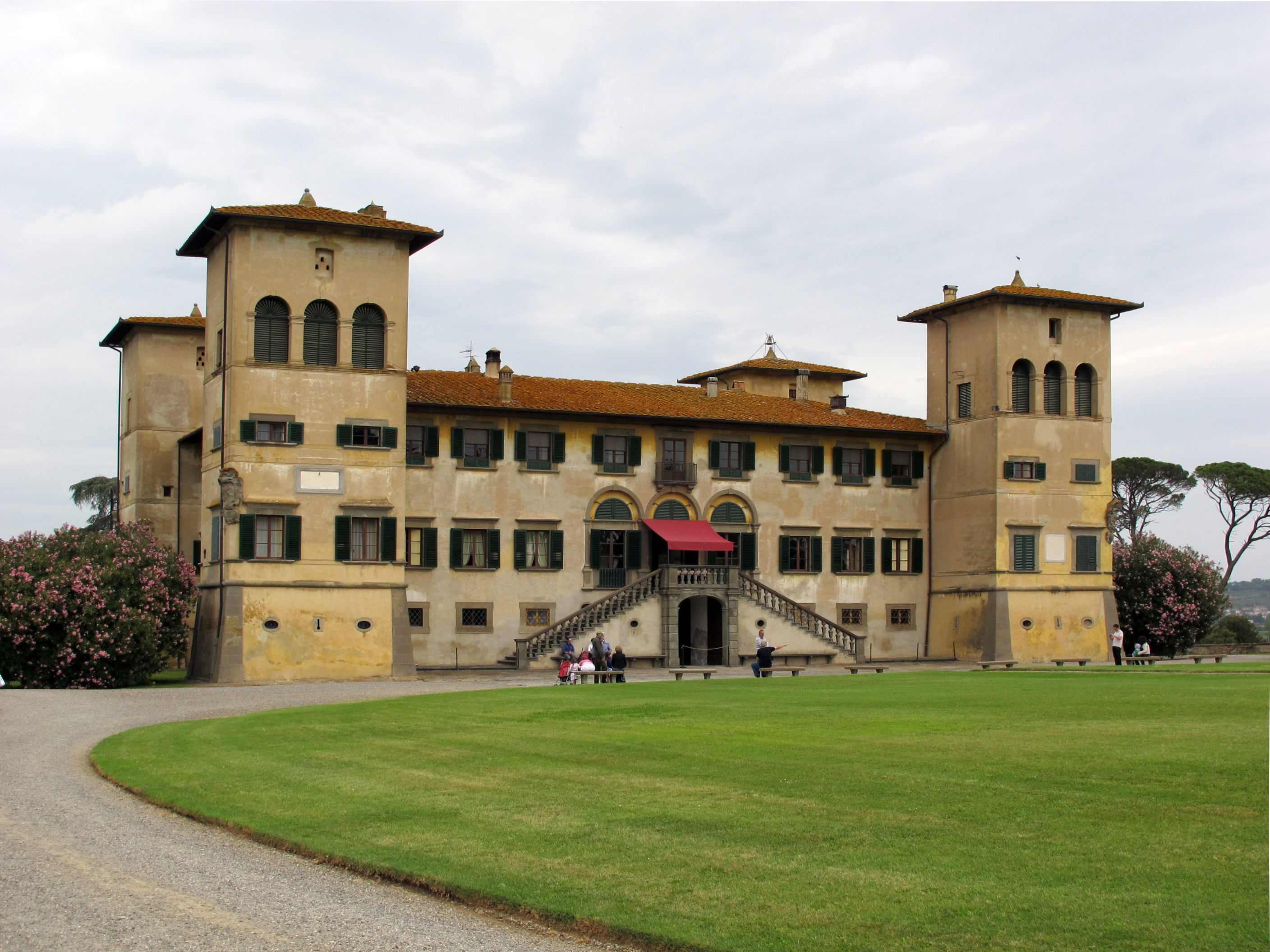
Medici-Villa Camugliano

Die Villa Medici von Camugliano, auch Villa Niccolini, ist eine Medici-Villa östlich von Ponsacco in der Provinz Pisa.
Alessandro de’ Medici, der erste Herzog der Toskana, entschied sich, auch aus strategischen Gründen, zu Sicherung des Zugangs nach Pisa und zum Meer, hier einen groß angelegten Landsitz zu erbauen. In der zweiten Hälfte des 16. Jahrhunderts ging das Besitztum an Giuliano Gondi als Belohnung für geleistete Dienste. Matteo Botti gab es nach seiner Ernennung zum Marchese von Campiglia d’Orcia (heute Ortsteil von Castiglione d’Orcia) durch Cosimo II. de’ Medici an diesen per 25. Dezember 1615 zurück.
Am 23. September 1637 verkaufte Ferdinando II. de’ Medici die Besitzung an Filippo Niccolini und ernannte diesen zugleich zum Marchese von Camugliano und Ponsacco.
Die Niccolini ließen einige bauliche Veränderungen vornehmen, etwa die doppelte Treppenrampe zur Loggetta errichten. Der Park wurde als Englischer Garten umgestaltet. Die Villa steht immer noch im Eigentum der Nachkommen Filippo Niccolinis. Diese bauen derzeit das Umfeld des historischen Gebäudes aus, um die Rentabilität zu erhöhen.